# رفاع
رفاع (به عربی: الرفاع) یک منطقهٔ مسکونی در بحرین است که در جنوبیه واقع شده‌است. رفاع ۱۲۱٬۵۶۶ نفر جمعیت دارد.only persian golf